# Alvimopan
Alvimopan, vendido sob a marca Entereg, é um medicamento usado para acelerar a recuperação do íleo após ressecção intestinal parcial com anastomose cirúrgica. Pode ser usado após cirurgia do intestino delgado ou intestino grosso. É tomado por via oral.
Efeitos secundários comuns incluem azia. Outros efeitos secundários podem incluir um ataque cardíaco e baixo teor de potássio. A segurança durante a gravidez não é clara. É um antagonista μ-opióide de acção periférica.